# Elecciones municipales de 1991 en Madrid

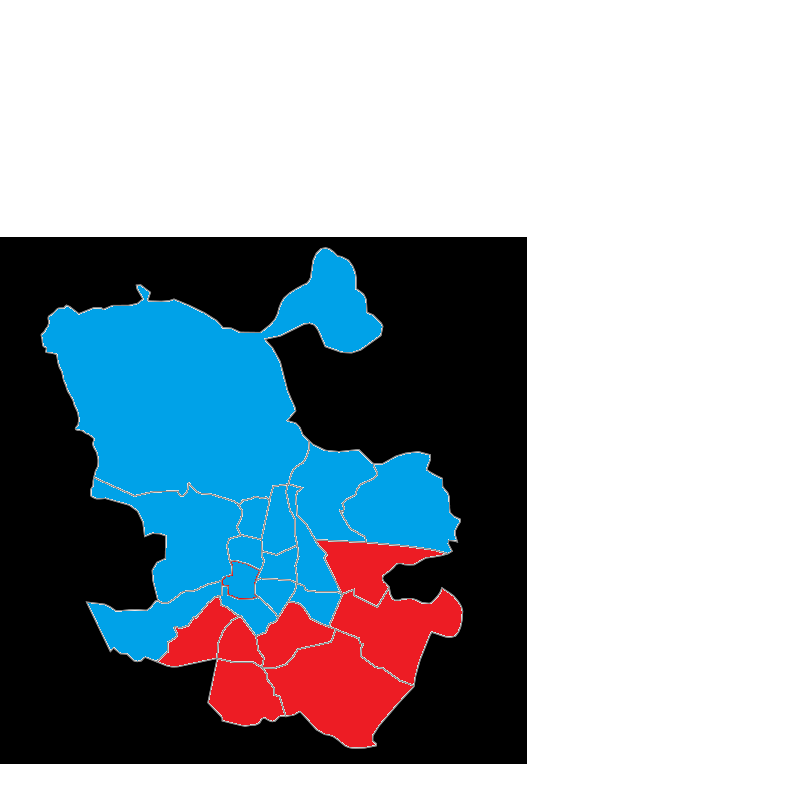
Partido más votado por distrito: Partido Socialista Obrero Español Partido Popular

Las elecciones municipales de 1991 se celebraron en Madrid el domingo 26 de mayo, de acuerdo con el Real Decreto de convocatoria de elecciones locales en España el 1 de abril de 1991 y publicado en el Boletín Oficial del Estado el día 2 de abril. Se eligieron los 57 concejales del pleno del Ayuntamiento de Madrid mediante un sistema proporcional (método d'Hondt) con listas cerradas y un umbral electoral del 5 %.
El número de representantes a elegir aumentó de 55 a 57 respecto a la comicios anteriores.

## Resultados
La candidatura del Partido Popular (PP), la nueva marca electoral de Alianza Popular, ganó las elecciones al Ayuntamiento por primera vez con una mayoría absoluta de concejales. El Partido Socialista Obrero Español (PSOE) continuó su disminución en la ciudad y perdió 3 concejales y alrededor de 150 000 votos, mientras que Izquierda Unida (IU) se recuperó de su debacle de 1987 y, por primera vez desde 1979, ganó concejales y votos. El Centro Democrático y Social gobernante (CDS), cuyo dirigente local Agustín Rodríguez Sahagún había anunciado su intención de no presentar su reelección, desapareció del Ayuntamiento después de no obtener su candidatura el umbral mínimo del 5 %.  Los resultados completos se detallan a continuación:
| Candidatura                                        | Candidatura                                        | Votos     | %                                        | ±pp                                      | Concejales                               | +/−                                      |                                          |
| -------------------------------------------------- | -------------------------------------------------- | --------- | ---------------------------------------- | ---------------------------------------- | ---------------------------------------- | ---------------------------------------- | ---------------------------------------- |
|                                                    | Partido Popular (PP)                               | 702 834   | 47,24                                    | 13.25                                    | 30                                       | 10                                       |                                          |
|                                                    | Partido Socialista Obrero Español (PSOE)           | 510 556   | 34,32                                    | 6,15                                     | 21                                       | 3                                        |                                          |
|                                                    | Izquierda Unida (IU)                               | 144 640   | 9,72                                     | 3,61                                     | 6                                        | 3                                        |                                          |
| Centro Democrático y Social (CDS)                  | Centro Democrático y Social (CDS)                  | 43 112    | 2,90                                     | 12.15                                    | 0                                        | 8                                        |                                          |
| Agrupación Ruiz-Mateos                             | Agrupación Ruiz-Mateos                             | 23 404    | 1,57                                     | Nuevo                                    | 0                                        | ±0                                       |                                          |
| Los Verdes (LV)                                    | Los Verdes (LV)                                    | 18 947    | 1,27                                     | 0,59                                     | 0                                        | ±0                                       |                                          |
| Los Ecologistas (LE)                               | Los Ecologistas (LE)                               | 5051      | 0,34                                     | Nuevo                                    | 0                                        | ±0                                       |                                          |
| Unión Verde (UVE)                                  | Unión Verde (UVE)                                  | 4335      | 0,29                                     | Nuevo                                    | 0                                        | ±0                                       |                                          |
| Partido Socialista de los Trabajadores (PST)       | Partido Socialista de los Trabajadores (PST)       | 2949      | 0,20                                     | Nuevo                                    | 0                                        | ±0                                       |                                          |
| Partido Regional independiente de Madrid (PRIM)    | Partido Regional independiente de Madrid (PRIM)    | 2610      | 0,18                                     | Nuevo                                    | 0                                        | ±0                                       |                                          |
| Partido de Madrid (PAM)                            | Partido de Madrid (PAM)                            | 2393      | 0,16                                     | Nuevo                                    | 0                                        | ±0                                       |                                          |
| Falange Española de las JONS (FE-JONS)             | Falange Española de las JONS (FE-JONS)             | 1962      | 0,13                                     | 0,15                                     | 0                                        | ±0                                       |                                          |
| Agrupación Ciudadana Independiente-Panteras Grises | Agrupación Ciudadana Independiente-Panteras Grises | 1745      | 0,12                                     | Nuevo                                    | 0                                        | ±0                                       |                                          |
| Partido Obrero Revolucionario de España (PORE)     | Partido Obrero Revolucionario de España (PORE)     | 859       |                                          |                                          | 0                                        | ±0                                       |                                          |
| Plataforma de Izquierdas                           | Plataforma de Izquierdas                           | 740       |                                          |                                          | 0                                        | ±0                                       |                                          |
| Alianza por la República (AR)                      | Alianza por la República (AR)                      | 728       |                                          |                                          | 0                                        | ±0                                       |                                          |
| Falange Española Independiente (FE (I))            | Falange Española Independiente (FE (I))            | 605       |                                          |                                          | 0                                        | ±0                                       |                                          |
| Movimiento Católico Español (MCE)                  | Movimiento Católico Español (MCE)                  | 581       |                                          |                                          | 0                                        | ±0                                       |                                          |
| Tierra Comunera (TC)                               | Tierra Comunera (TC)                               | 563       |                                          |                                          | 0                                        | ±0                                       |                                          |
| Acción Republicana Unida (ARU)                     | Acción Republicana Unida (ARU)                     | 534       |                                          |                                          | 0                                        | ±0                                       |                                          |
| Partido Carlista                                   | Partido Carlista                                   | 341       |                                          |                                          | 0                                        | ±0                                       |                                          |
| Integración Generacional                           | Integración Generacional                           | 295       |                                          |                                          | 0                                        | ±0                                       |                                          |
| Partido Poder Natural Político (PPNP)              | Partido Poder Natural Político (PPNP)              | 258       |                                          |                                          | 0                                        | ±0                                       |                                          |
| Votos en blanco                                    | Votos en blanco                                    | 18 055    | 1,21                                     | 0,18                                     | n/a                                      |                                          |                                          |
| Votos válidos                                      | Votos válidos                                      | 1 487 702 | 100,00                                   |                                          | 57                                       | 2                                        |                                          |
| Votos nulos                                        | Votos nulos                                        | 5520      | Participación: · \| \| 59,14 % \|10,92 % | Participación: · \| \| 59,14 % \|10,92 % | Participación: · \| \| 59,14 % \|10,92 % | Participación: · \| \| 59,14 % \|10,92 % | Participación: · \| \| 59,14 % \|10,92 % |
| Votantes                                           | Votantes                                           | 1 493 222 | Participación: · \| \| 59,14 % \|10,92 % | Participación: · \| \| 59,14 % \|10,92 % | Participación: · \| \| 59,14 % \|10,92 % | Participación: · \| \| 59,14 % \|10,92 % | Participación: · \| \| 59,14 % \|10,92 % |
| Electores                                          | Electores                                          | 2 524 947 | Participación: · \| \| 59,14 % \|10,92 % | Participación: · \| \| 59,14 % \|10,92 % | Participación: · \| \| 59,14 % \|10,92 % | Participación: · \| \| 59,14 % \|10,92 % | Participación: · \| \| 59,14 % \|10,92 % |
|                                                    | 59,14 %                                            |           |                                          |                                          |                                          |                                          |                                          |

## Concejales electos
Relación de concejales electos:
| N.º | Nombre                                          | Lista | Lista |
| --- | ----------------------------------------------- | ----- | ----- |
| 1   | José María Álvarez del Manzano López del Hierro |       | PP    |
| 2   | Juan Antonio Barranco Gallardo                  |       | PSOE  |
| 3   | Luis María Huete Morillo                        |       | PP    |
| 4   | Ana María de Vicente-Tutor Guarnido             |       | PSOE  |
| 5   | José Ignacio Echeverría Echániz                 |       | PP    |
| 6   | Esperanza Aguirre Gil de Biedma                 |       | PP    |
| 7   | Enrique Federico Curiel Alonso                  |       | PSOE  |
| 8   | Juan Francisco Herrera de Elera                 |       | IU    |
| 9   | Ana María García Armendáriz                     |       | PP    |
| 10  | José María de la Riva Amez                      |       | PSOE  |
| 11  | Enrique Villoría Martínez                       |       | PP    |
| 12  | Alfredo Tejero Casajús                          |       | PSOE  |
| 13  | Carlos López Collado                            |       | PP    |
| 14  | Simón Viñals Pérez                              |       | PP    |
| 15  | Saturnino Zapata Llerena                        |       | PSOE  |
| 16  | José Gabriel Astudillo López                    |       | PP    |
| 17  | José Velasco Aparicio                           |       | PSOE  |
| 18  | Franco González Blázquez                        |       | IU    |
| 19  | Pedro Bernardo Ortiz Castaño                    |       | PP    |
| 20  | María Mercedes de la Merced Monge               |       | PP    |
| 21  | Leandro Crespo Valera                           |       | PSOE  |
| 22  | Fernando López-Amor García                      |       | PP    |
| 23  | Eugenio Morales Tomillo                         |       | PSOE  |
| 24  | Juan Antonio Gómez-Angulo Rodríguez             |       | PP    |
| 25  | María Patrocinio de las Heras Pinilla           |       | PSOE  |
| 26  | Ángel Matanzo España                            |       | PP    |
| 27  | María Begoña San José Serrán                    |       | IU    |
| 28  | Ángel Larroca de Dolarea                        |       | PP    |
| 29  | Ramón Muñagorri Triana                          |       | PSOE  |
| 30  | Antonio Moreno Bravo                            |       | PP    |
| 31  | Ramón Herrero Marín                             |       | PSOE  |
| 32  | Elena Alejandra de Utrilla Palombi              |       | PP    |
| 33  | Joaquín García Pontes                           |       | PSOE  |
| 34  | José Antonio García Alarilla                    |       | PP    |
| 35  | Clemente Torres Palomo                          |       | PP    |
| 36  | María Pilar García Peña                         |       | PSOE  |
| 37  | Bonifacio Félix López-Rey                       |       | IU    |
| 38  | María Antonia Suárez Cuesta                     |       | PP    |
| 39  | Ginés Meléndez González                         |       | PSOE  |
| 40  | Miguel Martín Vela                              |       | PP    |
| 41  | Sigfrido Herráez Rodríguez                      |       | PP    |
| 42  | Francisco Garrido Hernández                     |       | PSOE  |
| 43  | Luis Molina Parra                               |       | PP    |
| 44  | Rafael Merino López-Brea                        |       | PSOE  |
| 45  | Miguel Ángel Araujo Serrano                     |       | PP    |
| 46  | José Luis Pestaña Polaino                       |       | IU    |
| 47  | Jorge Gómez Moreno                              |       | PSOE  |
| 48  | Jorge Tapia Sáez                                |       | PP    |
| 49  | Miguel Cantos Hernández                         |       | PP    |
| 50  | Jorge Tinas Gálvez                              |       | PSOE  |
| 51  | Jorge Barbadillo Griñán                         |       | PP    |
| 52  | Juan Lobato Valero                              |       | PSOE  |
| 53  | Manuel Martínez-Blanco Megía                    |       | PP    |
| 54  | Victorino Granizo Fernández                     |       | PSOE  |
| 55  | Venancio Mota Álvarez                           |       | PP    |
| 56  | María Luisa Castro Fonseca                      |       | IU    |
| 57  | Isaac Ramos Festa                               |       | PP    |

## Investidura del alcalde
La ley electoral municipal española estableció una cláusula que declara que, si ningún candidato puede reunir una mayoría absoluta de votos de los concejales del pleno municipal para ser investido alcalde en la sesión constitutiva de la nueva corporación, el candidato de la lista más votada sería automáticamente elegido.
José María Álvarez del Manzano, cabeza de lista de la candidatura del Partido Popular, fue investido alcalde de Madrid.